# غاريث أوين
غاريث أوين (بالإنجليزية: Gareth Owen)‏ (21 أكتوبر 1971 بتشستر في المملكة المتحدة - ) هو لاعب كرة قدم بريطاني في مركز الوسط. شارك مع منتخب ويلز تحت 21 سنة لكرة القدم ومنتخب ويلز لكرة القدم. أما مع النوادي، فقد لعب مع نادي إيرباص يو كاي بروتون ونادي دونكاستر روفرز ونادي ريكسهام ونادي ريل ونادي كوناهس كواي ونورثويتش فيكتوريا.